# طوربيد جي7إيه

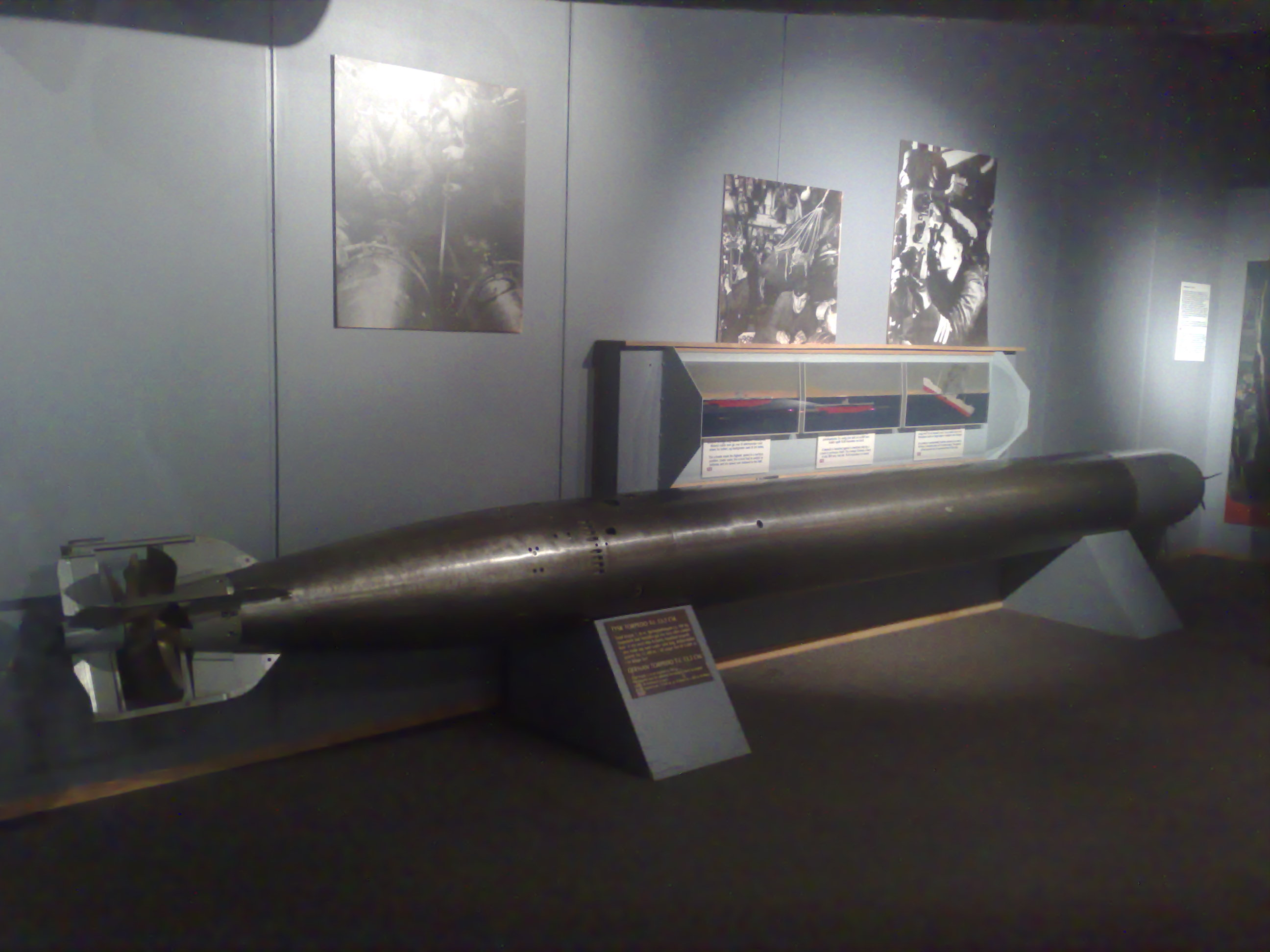

جي7إيه (TI) طوربيد قياسية أستخدمته البحرية النازية كريغسمرينه خلال السنوات الأولى من الحرب العالمية الثانية. لقد كان تصميمًا يعمل بالبخار، باستخدام محرك تسخين رطب (استخدام الماء لتبريد غرفة الاحتراق في الطوربيد أثناء عملية احتراق الوقود. بالإضافة لكونه حل لمشكلة أرتفاع درجات الحرارة في الطوربيد إلا انه ينتج طاقة إضافية عن طريق دمج البخار الناتج عن عملية التبريد في المحرك مع منتجات الاحتراق الأخرى. وكانت معظم الطوربيدات المستخدمة في الحرب العالمية الأولى والثانية تعتمد على التبريد بالماء.) يحرق الديكالين، مع مدى نموذجي يبلغ حوالي 7,500 متر (24,600 قدم)  بسرعة 40 عقدة (74 كم/س؛ 46 ميل/س). تم استبداله في عام 1942 بواسطة طوربيد جي7إي الذي يعمل بالكهرباء، والذي لم يترك آثار الفقاعات في الماء وبالتالي لم يكشف عن موقع الغواصة. ظلت طوربيدات جي7إيه في الخدمة للقيام بأدوار أخرى، ومنها إستخدامها في السفن السطحية حتى نهاية الحرب. 